# Größte Straßenmodenschau der Welt
Die Größte Straßenmodenschau der Welt fand zwischen 1992 und 2013 jährlich an einem Septemberwochenende in der Innenstadt von Krefeld statt.

## Allgemein
Auf sechs Großbühnen präsentierten Models den meist mehr als 500.000 Zuschauern Trends in Mode und Design. Musik, Moderation und viele Sonderaktionen ergänzten den Schaulauf. Hierzu gehört z. B. das Projekt Mode im Quadrat am Behnischhaus. Von Modeschmuck aus Glas und Krawatten über Maßschneiderei und Textilgeschichte bis zu einem Schnellkurs in Sachen "Dresscode" konnte sich informiert werden. 

## Die Straßenmodenschau
Ein 10 km langer Himmel aus Seide führte die Besucher durch die City zu den Modebühnen und den anderen Veranstaltungsplätzen. Rund 100 Models präsentierten Mode.
Das Deutsche Krawatteninstitut kürt im Rahmen der Veranstaltung den Krawattenmann des Jahres – die Auszeichnung gibt es seit 1965. Seit 2011 fand die Straßenmodenschau aufgrund finanzieller Probleme der Stadt Krefeld (Nothaushalt) in einem immer kleineren Rahmen statt. 2013 organisierte die Krefelder Geschäftswelt die Veranstaltung Fashion World mit geringen Mitteln der Stadt Krefeld. 2014 wurde eine Veranstaltung unter dem Namen Krefeld Pur veranstaltet, die von den Besucherzahlen aber weit hinter den Erwartungen der Geschäftsleute zurücklag. Ab 2015 wurden von der Stadt Krefeld keine Gelder mehr zur Verfügung gestellt. Die größte Modenschau der Welt auch in Form der Folgeveranstaltung Fashion World findet seit 2016 nicht mehr statt.

## Goldene Seidenschleife
Der Mode- und Marketingpreis der Stadt Krefeld, die Goldene Seidenschleife, wurde im Rahmen der Veranstaltung verliehen. Die Stadt Krefeld ehrt damit die erfolgreiche strategische Markenführung und Innovationskraft eines weltweit operierenden, deutschen Labels. Die Auszeichnung wurde seit 1993 verliehen.
Bisherige Preisträger waren:
- 1993: Klaus Steilmann und Manfred Kronen
- 1994: Pierre Cardin
- 1997: Nino Cerruti
- 1998: Adidas
- 1999: Bogner
- 2000: Hugo Boss
- 2001: Gerry Weber
- 2002: Escada
- 2003: Kookaï Deutschland
- 2004: Max Mara
- 2005: Betty Barclay
- 2006: Oui Set
- 2007: Etienne Aigner
- 2008: Marc O’Polo
- 2009: Luisa Cerano
- 2010: Marc Cain
- 2011: s.Oliver
- 2012: Anja Gockel

Seit 2013 werden die Preisträger mit dem German Lifestyle Award in der Kategorie „Mode & Marketing“ ausgezeichnet:
- 2013: Thomas Rath